# Sciaphila tenella
Sciaphila tenella là một loài thực vật có hoa trong họ Triuridaceae. Loài này được Blume miêu tả khoa học đầu tiên năm 1826.